# 純恵皇貴妃

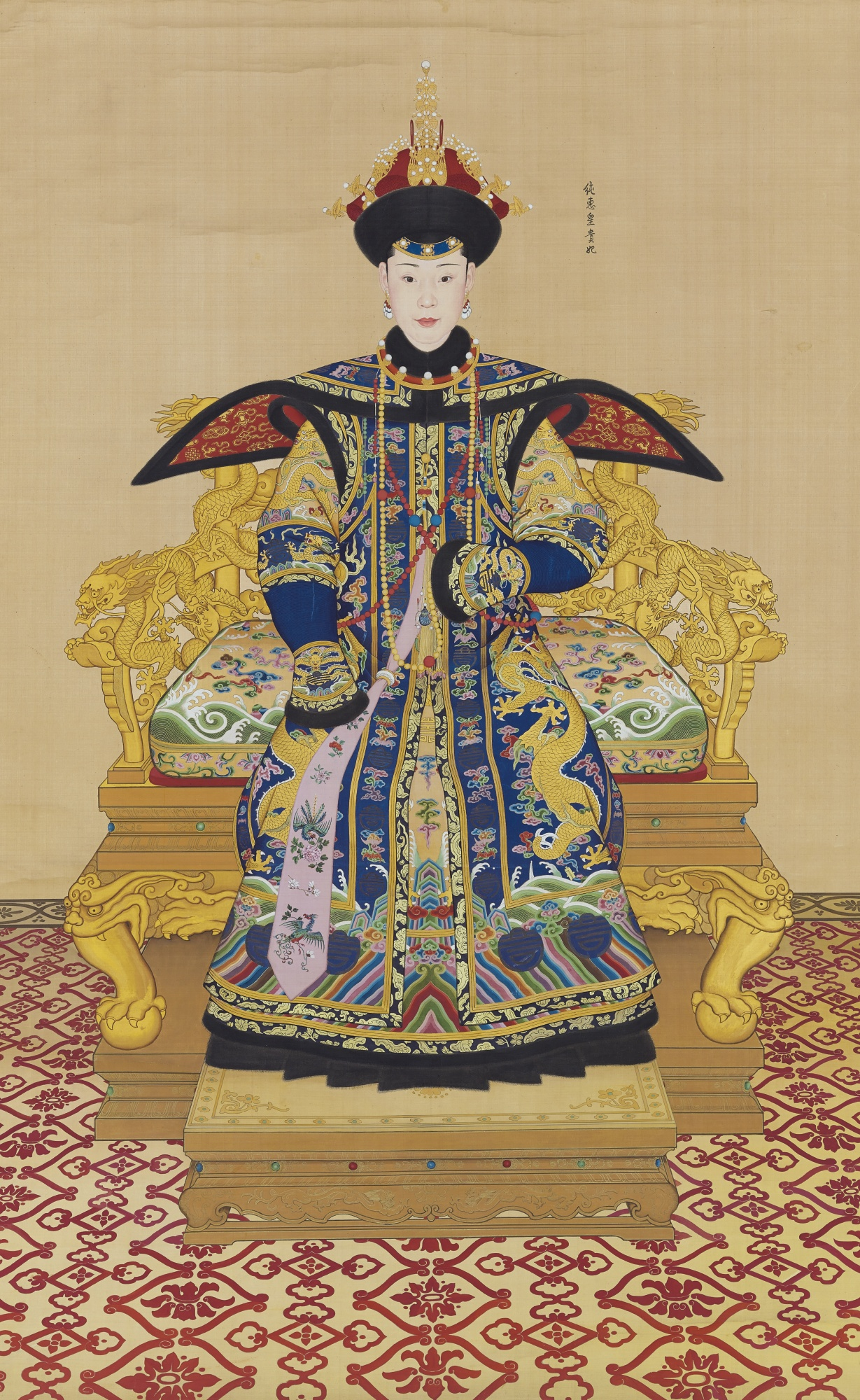
純恵皇貴妃

純恵皇貴妃（じゅんけいこうきひ、康熙52年5月21日（1713年6月13日） - 乾隆25年4月19日（1760年6月2日））は、清の乾隆帝の側妃。蘇州出身。姓は蘇氏、のち蘇佳氏。父は平民の蘇召南。

## 生涯
康熙52年（1713年）5月21日に生まれる。雍正5年、皇四子・弘曆（後の乾隆帝）は成婚前からすでに8～9人の格格（側室）を持っており、蘇氏もその中に含まれていたと推測される。雍正13年（1735年）5月25日、当時格格であった蘇氏は宝親王弘曆の第三子・永璋を出産した。
雍正13年（1735年）9月24日、内閣に諭して格格蘇氏を嬪に封じる詔が出され、まだ正式な冊封礼を行っていなかったため、暫定的に「蘇嬪」と称された。翌日、9月25日、蘇嬪は皇后富察氏、貴妃高佳氏らと共に田村殯宮に赴き、祭祀を行った。
乾隆2年（1737年）12月4日、純嬪蘇氏は正式に純妃に冊封された。蘇氏は純嬪としての冊封礼を経ず、正式な冊封に際して純妃の位に昇った。
乾隆4年（1739年）、純妃の兄・蘇鳴鳳、蘇嘉鳳、そして甥孫の蘇松齡など一族が正白旗に編入された（蘇氏には他に蘇岐鳳という兄がいた）。『愛新覚羅宗譜』や『清皇室四譜』などの文献では、彼女の姓は「蘇佳氏」に改められている。
乾隆8年（1743年）12月14日、乾隆帝の第六子・質荘親王永瑢を出産。
乾隆10年（1745年）1月23日、詔により純妃は純貴妃に封じられた。同年11月17日には純貴妃としての正式な冊封礼が行われ、12月2日には乾隆帝の第四女・和碩和嘉公主を出産した。乾隆14年2月13日、儲秀宮内にあった昆羅帽などの物品が整理され、筆や宝座と共に純貴妃の居所である景仁宮に移された。また、儲秀宮内にあった「徳洽六宮」の額も長春宮に移された。なお、儲秀宮は乾隆初年に孝賢純皇后が居住していた宮殿であり、高宗（乾隆帝）は早年、孝賢皇后に賜った品々、たとえば「徳洽六宮」の額などが、儲秀宮内に今も置かれていた。
乾隆13年6月、純貴妃が産んだ第三皇子・永璋および第一皇子・永璜は、孝賢皇后の喪儀において哀しみの態度が不十分だったとして、乾隆帝によって暗に皇位継承権を剥奪されることとなった。
乾隆24年（1759年）8月16日、純貴妃が避暑山荘にて病にかかったため、乾隆帝は三皇子・永璋に命じて護衛らを率いて純貴妃をゆっくりと京城へ戻すよう指示した。その後、乾隆帝は崇慶皇太后鈕祜禄氏を伴って木蘭へと出発した。『清宮医案研究』には、乾隆年間における純貴妃の慢性的な肝鬱および吐血の脈案が収録されている。
乾隆25年（1760年）2月、純貴妃が産んだ第六皇子・永瑢と第四皇女・和碩和嘉公主が婚姻。3月、詔により純貴妃は純皇貴妃に封じられ、4月11日に冊封礼が行われた。17日と19日には、乾隆帝は円明園から二度にわたり帰宮し、皇貴妃の病状を見舞った。4月19日、皇貴妃は病没し、享年46歳。諡号は「純惠皇貴妃」とされた。乾隆帝は特に命じて、第八皇子・永璇、皇次孫・綿恩、および皇貴妃所生の三阿哥・永璋、六阿哥・永瑢夫妻に喪服を着せた。宮外では、和碩和嘉公主夫妻および固倫和敬公主夫妻が喪に服した。
純惠皇貴妃の金棺は、北京市東直門外の静安荘殯宮に一時安置され、その間に皇后那拉氏らが何度も静安荘に赴き祭祀を行った。乾隆26年4月10日、乾隆帝は4月13日に静安荘殯宮を訪れ、純惠皇貴妃の金棺を見舞う旨を伝えた。帰りには雍和宮で朝食をとり、さらに亡き東閣大学士・蒋溥の邸宅を訪れて施恩と祭奠を行う予定であった。
乾隆27年（1762年）11月2日、純惠皇貴妃は聖水峪妃園寝に奉安され、その金棺は園寝正面中央の宝頂に埋葬され、附享殿に祀られた。乾隆帝は特に命じて、聖水峪妃園寝門内に緑瓦単簷の明楼を一棟新設させ、「純惠皇貴妃園寝」と刻まれた石碑を建立させた。乾隆31年（1766年）9月28日、廃后となった継后那拉氏が純惠皇貴妃の地宮に合葬された。乾隆37年11月には、純惠皇貴妃園寝の梁や塗装に損傷や剥落が見られたため、乾隆帝は聖水峪工程処に調査・修繕を命じた。
嘉慶帝から追贈された慶恭皇貴妃以外の乾隆帝の皇貴妃の中で、唯一裕陵に埋葬されていない妃である。代わって乾隆帝は巨大な墓を作って純恵皇貴妃を手厚く葬った。また、継皇后ナラ氏は没後に純恵皇貴妃の墓に葬られ、純恵皇貴妃の下位に安置されている。
1929年12月、純惠皇貴妃園寝が盗掘されたため、宣統帝溥儀は皇族の載澤・載瀛らを派遣し、清東陵にて純惠皇貴妃の地宮盗掘事件の対応を行わせた。1981年11月、学者たちが純惠皇貴妃の地宮を開封し調査した際、内棺から2つの頭蓋骨と多数の遺骨が発見されたが、それが誰のものかを識別することはできなかった。

## 子女
- 第三皇子：循郡王永璋
- 第六皇子：質荘親王永瑢
- 第四皇女：和碩和嘉公主 - 一等忠勇公福隆安(清の武将フヘンの子、孝賢純皇后の甥)に降嫁する。

## 家族
さまざまな記録や資料の記載を総合すると、純恵皇貴妃の家族の状況は以下の通りである。
- 父：蘇召南（または蘇勝林とも記される） - 閑職にあった。
  - 兄弟：蘇鳴鳳、蘇嘉鳳 - 乾隆4年に勅命を受けて旗籍に編入され勤務につき、甲冑手当を賜った。
  - 兄弟：蘇岐鳳 - 早世したため旗籍には入らなかった。
    - 甥：蘇元琳 - 員外郎を務めた。
    - 甥：蘇元龍 - 早世したため旗籍には入らなかった。
      - 大甥：蘇松齡 - 苑副に委任された。
        - 姪孫：富住 - 筆帖式を務めた。
        - 姪孫：金玉 - 筆帖式を務めた。

## 登場作品
- 如懿伝 〜紫禁城に散る宿命の王妃〜（2017年、中国、演：フー・カー（中国語版））
- 瓔珞〜紫禁城に燃ゆる逆襲の王妃〜（2018年、中国、演：ワン・ユエンカー（中国語版））

## 伝記資料
- 『清史稿』